# Hańkowce
Hańkowce (ukr. Ганьківці) – wieś na Ukrainie w rejonie śniatyńskim obwodu iwanofrankiwskiego.

## Historia
W II Rzeczypospolitej wieś w powiecie śniatyńskim województwa stanisławowskiego. 
3 maja 1939 poświęcono nowy lokal Koła Czytelni Towarzystwa Szkoły Ludowej w Hańkowcach. 
W latach 1942–1944 nacjonaliści ukraińscy z OUN-UPA zamordowali tutaj 20 Polaków.